# 극장판 미니특공대: 공룡왕 디노
《극장판 미니특공대: 공룡왕 디노》는 2020년 2월 6일에 개봉한 대한민국의 애니메이션 영화이지만 중국 명절 폭죽,극중 중국어들이 많이 나오고 공룡 월드도 중국에서 처음 생겼다고한다 그리고 중국 국기도 계속나온다,보지마라

## 줄거리
호기심 많은 소년 얀이 우연히 주운 공룡왕 열쇠를 작동시키자 다른 차원에 갇혀 있던 공룡왕 디노가 나타난다. 한편 우주의 악당들은 지구를 반드시 정복하라는 여왕 퀀의 명령에 따라 지구를 습격하고, 이 소식을 들은 미니특공대가 디노와 합세해 공룡군단을 조종하려는 악당들과 역대급 대결을 펼치는데... 과연 미니특공대와 공룡왕 디노는 지구를 지켜 낼 수 있을 것인가?

## 캐스팅
- 엄상현: 볼트(변신 후), 디노 역
- 양정화 : 볼트(변신 전) 역
- 전태열 : 새미 역
- 신용우 : 맥스, 얀 역
- 이소영 : 루시 역
- 소연 : 수지 역
- 남도형 : 리오, 레이 역
- 김은아 : 퀸 역
- 성완경 : 스퀘어 역